# ケーブルテレビサービス
ケーブルテレビサービス株式会社は、愛知県豊田市に本社を置く電気通信工事会社。

## 概要
1995年（平成7年）にひまわりネットワーク株式会社の技術部より工事部門を分社し設立。親会社及び関連会社からの受注工事が多い。
親会社：ひまわりネットワーク株式会社

## 沿革
- 1995年（平成7年）12月 - ケーブルテレビサービス株式会社設立
- 2003年（平成15年）3月 - 多治見営業所開設
- 2006年（平成18年）9月 - 特定建設業許可（電気通信工事業）
- 2010年（平成22年）12月 - ひまわりショップ ファーストサポート神田店 開設

## 建設業許可
- 電気通信工事業　愛知県知事許可 （特-18）第58653号

## 社章
- 親会社であるひまわりネットワークのマークに略称であるＣＴＳの文字を組み込んだものである。